# Arco de la Paz

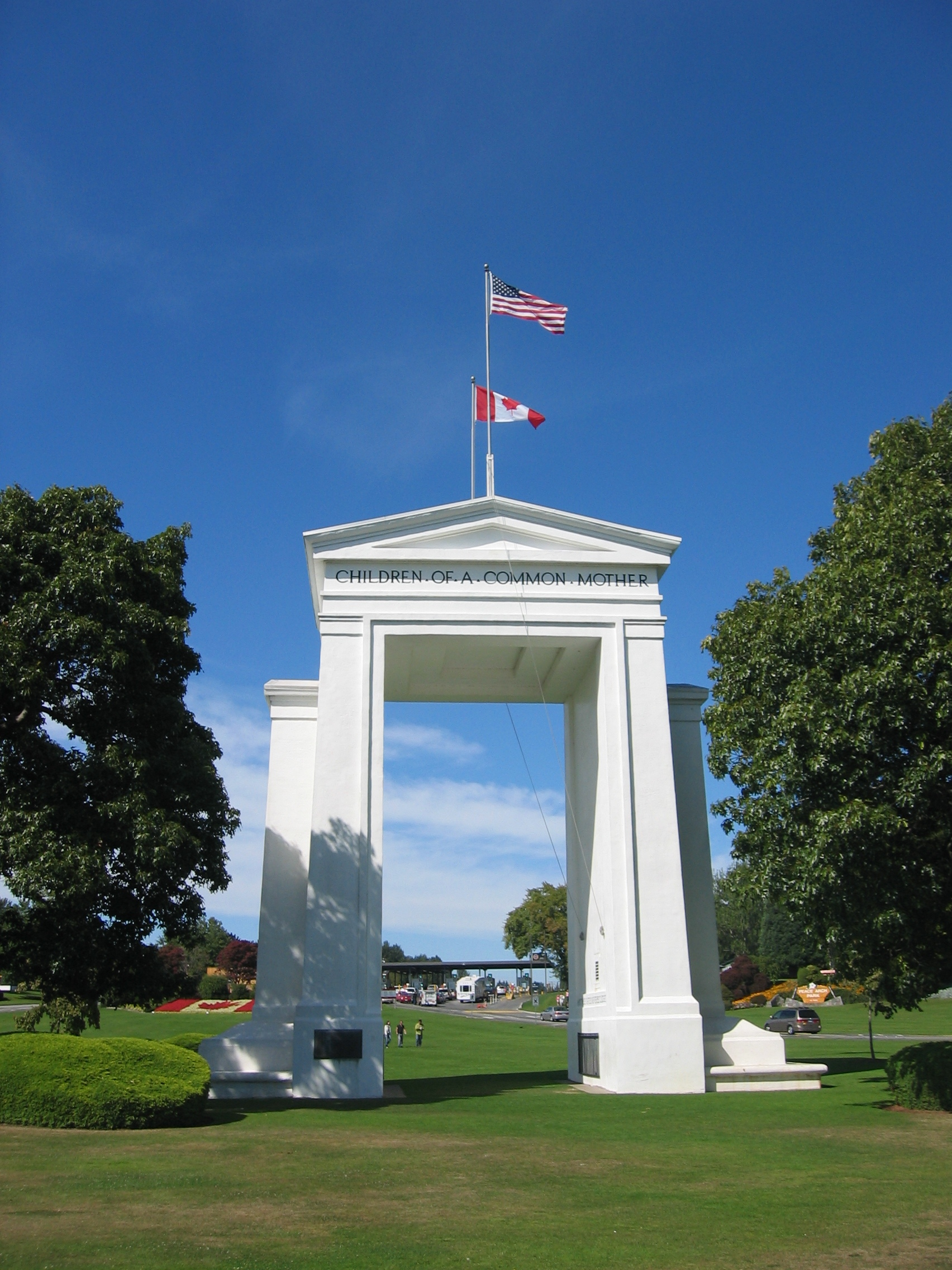
Vista general.

El Arco de la Paz (Peace Arch en inglés) (Arche de la Paix en francés) es un monumento situado entre la frontera de Canadá y la frontera de Estados Unidos entre las ciudades de Blaine, Washington y Surrey, Columbia Británica. El Arco de la Paz, que tiene una altura de 20,5 metros  de alto, fue construido por Sam Hill y dedicado en septiembre de 1921, y conmemora la firma del Tratado de Gante en 1814. El monumento está construido sobre el exacto límite Estados Unidos-Canadá, entre la Interestatal 5 y la autopista 99, en la mediana de hierba entre los carriles hacia el norte y hacia el sur. El Arco de la Paz tiene las banderas de los EE. UU. y Canadá montado en su corona, y dos inscripciones en ambos lados de su friso. La inscripción en el lado de EE. UU. del Arco de Paz dice: Los hijos de una madre común, y las palabras en el lado canadiense son: vivimos, hermanos, juntos en armonía. En el arco, cada lado tiene una puerta de hierro con bisagras en ambos lados de la frontera con una inscripción por encima de la lectura "Que estas puertas nunca se cierren".